# Широка Рієка
45°13′ пн. ш. 15°46′ сх. д. / 45.22° пн. ш. 15.76° сх. д.
Широка Рієка (хорв. Široka Rijeka) — населений пункт у Хорватії, в Карловацькій жупанії у складі громади Войнич.

## Населення
Населення за даними перепису 2011 року становило 161 осіб.
Динаміка чисельності населення поселення: